# Janasy
Janasy – część miasta Mszana Dolna (SIMC 0960823), w województwie małopolskim, w powiecie limanowskim. 
Część miasta Mszana Dolna (Słomki) leżąca w jego  wschodniej części przy potoku Słomka.